# Луна (ракета-носитель)
Луна (8К72, «Восток-Л») — ракета-носитель, создана на базе МБР Р-7 (8К71) путём оснащения третьей ступенью (блоком «Е») с целью доставки космического аппарата к Луне. Блок «Е» позволил впервые в мире достичь второй космической скорости, однако обладал существенными недостатками — его двигатель не мог быть запущен в невесомости, кроме того, из-за использования открытой схемы имел не слишком высокий удельный импульс. РН является частью семейства Р-7. Жидкостные ракетные двигатели третьей ступени (блока «Е») были разработаны и произведены на воронежском предприятии «КБХА»
Разделение разгонного блока и второй ступени огневое. При первых запусках в июле — декабре 1958 года вследствие развивающихся автоколебаний ракеты-носители разрушались в полёте на 102—104 секунде. И только после установки в топливных системах блоков гидродемпферов ракета успешно стартовала в январе 1959 года в сторону Луны. С помощью ракеты-носителя Луна на орбиту запускались автоматические межпланетные станции Е-1А (Луна-1А), Е-1 (Луна-1), Е-2А (Луна-2А), Е-3 (Луна-3). Для запусков по Луне использовалось радиокомандное выключение двигателя блока «Е», так как автономная инерциальная система не обладала достаточной для этого точностью. Из-за неучёта времени распространения радиокоманды АМС Луна-1 «промахнулась» мимо Луны и вышла на гелиоцентрическую орбиту. В дальнейшем двигатель блока «Е» был заменён на более совершенный, конструкция его усилена, и в таком виде ракета, получившая индекс 8К72К, использовалась для первых пилотируемых запусков с кораблём «Восток», по которому и получила «открытое» название. Название же «Восток-Л» было дано исходной 8К72 ретроспективно, и во время её эксплуатации не применялось.